# Polygonia interrogationis

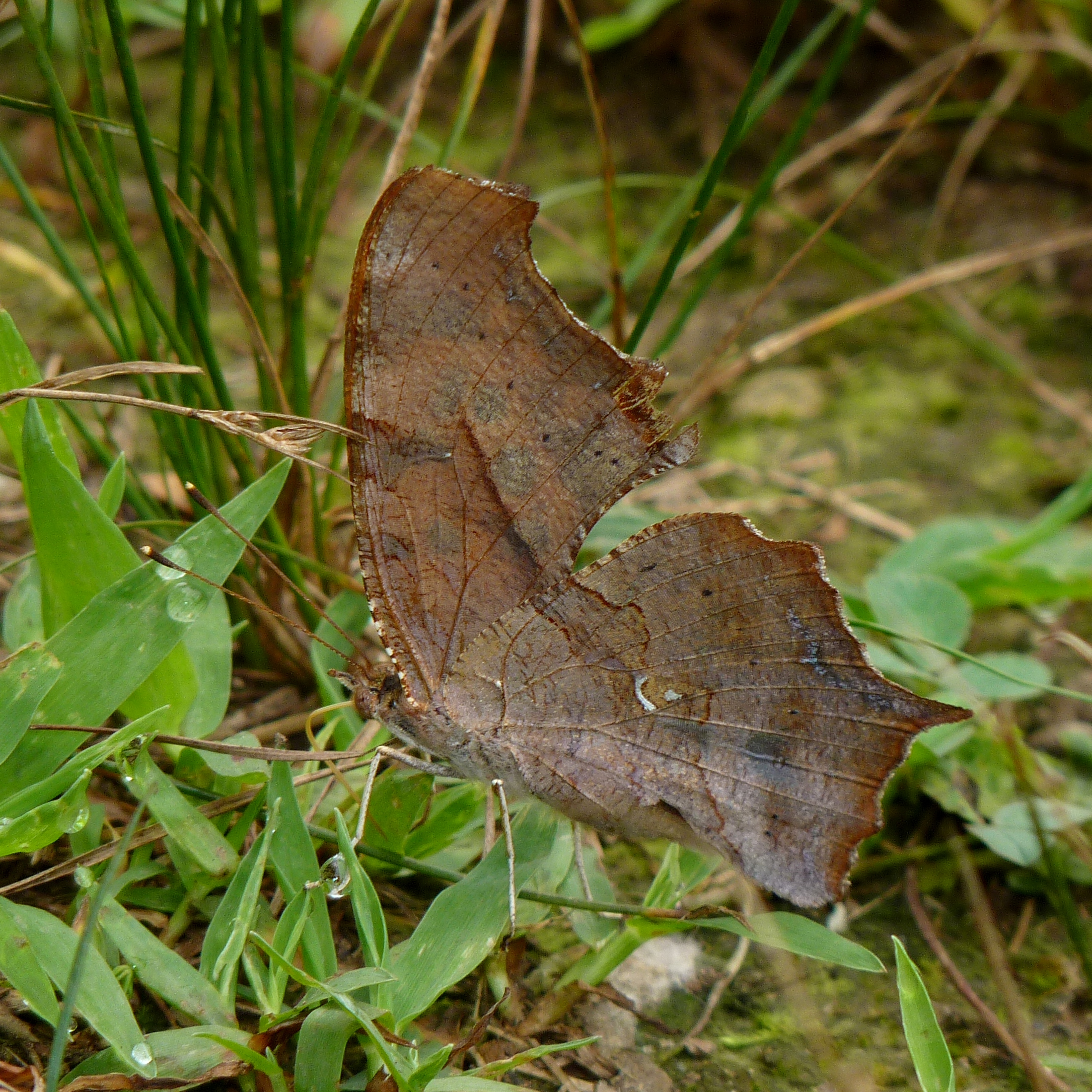
Flügelunterseite

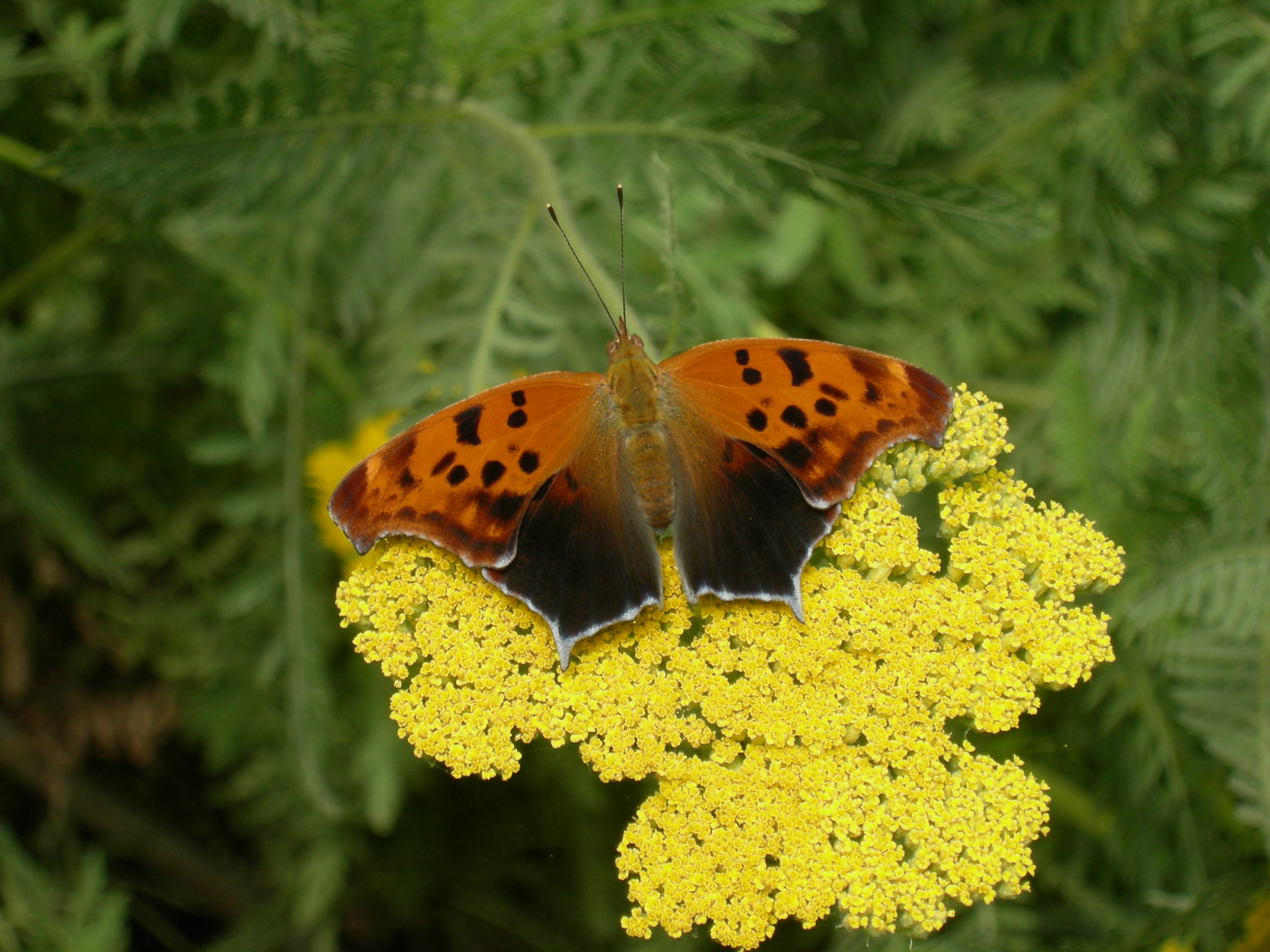
Sommerform

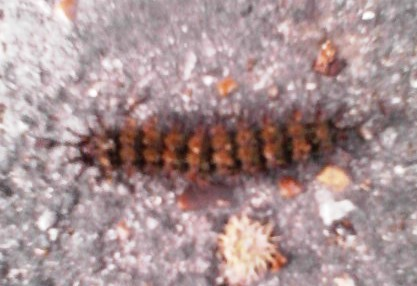
Raupe

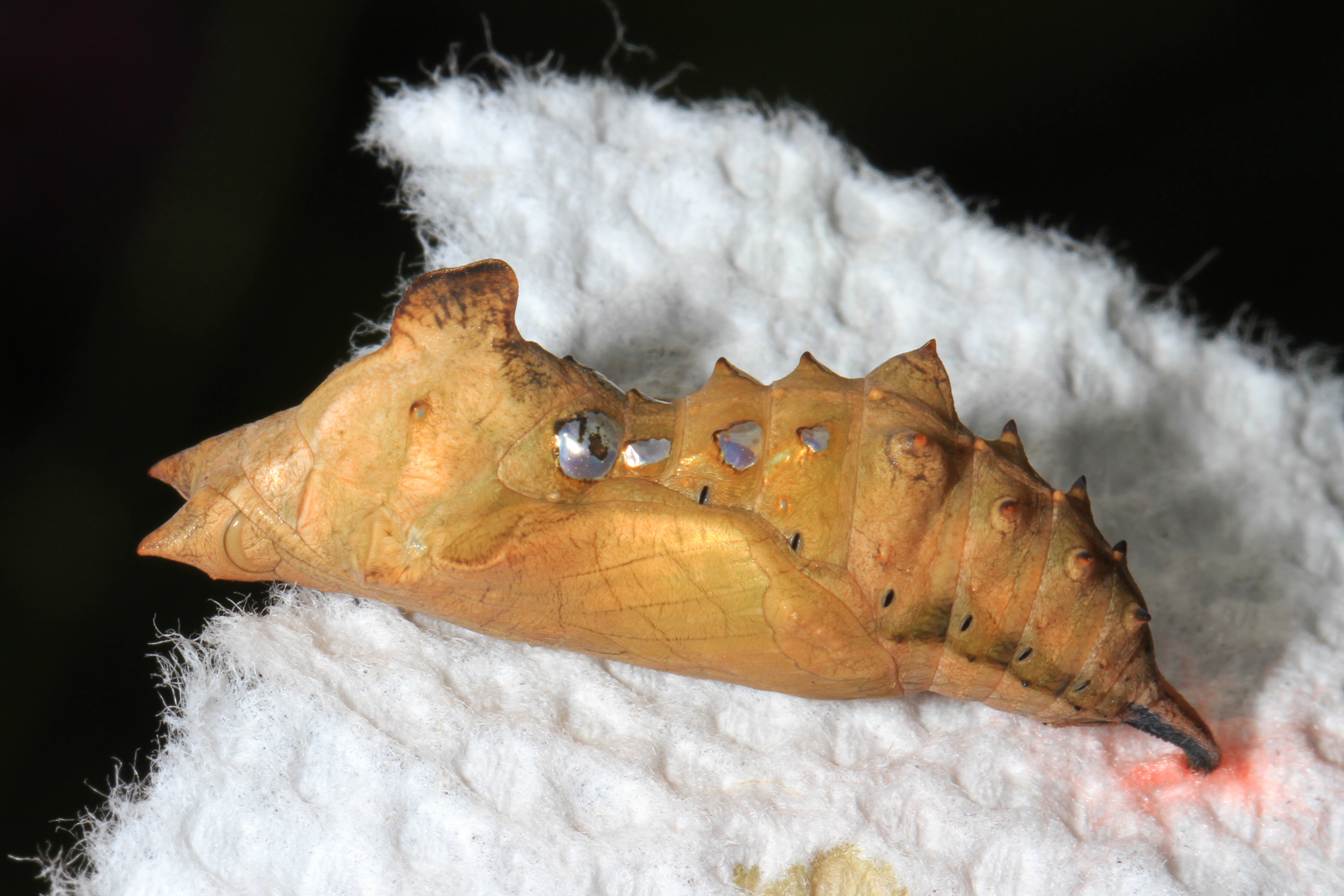
Puppe

Polygonia interrogationis (Syn.: Nymphalis interrogationis) ist ein Schmetterling (Tagfalter) aus der Familie der Edelfalter (Nymphalidae).

## Merkmale

### Falter
Die Falter erreichen in der Regel eine Flügelspannweite von 45 bis 68 Millimetern. Es kommen jedoch auch Exemplare von bis zu 76 Millimetern Flügelspannweite vor. Die Flügel sind am Außenrand stark gezackt und farblich variabel. Die Grundfarbe hängt in erster Linie von der Jahreszeit ab. Die so genannte „Sommer-Generation“ ist auf der Vorderflügeloberseite orange bis bräunlich und auf den Hinterflügeln nahezu einfarbig schwarzbraun gefärbt. Die „Herbst-/Wintergeneration“ zeigt hingegen eine orange bis braunrote Grundfarbe. Alle Falter sind mit einem schwarzen, braunen und gelben Fleckmuster gezeichnet. Die Flügelunterseiten sind in abgestuften Brauntönen marmoriert. Auffällig ist das weiße C-Zeichen in der Mitte der Hinterflügel, das fast immer angenähert in Form eines Fragezeichens unterbrochen ist, weshalb die Art  im englischen Sprachgebrauch auch als Question Mark bezeichnet wird.

### Ei
Das Ei hat eine blasse grünliche Farbe. Es wird einzeln oder in kleinen Haufen von bis zu acht Stück an der Unterseite von jungen Blättern der Nahrungspflanze abgelegt.

### Raupe
Erwachsene Raupen zeigen eine schwärzliche Grundfärbung. Der gesamte Körper ist mit vielen kleinen weißen Punkten und kurzen, stark verzweigten Dornen überzogen. Außerdem sind dünne, orange Seitenlinien zu erkennen.

### Puppe
Die Puppe ist meist von bräunlicher Farbe. Sie besitzt einen sehr ausgeprägten Höcker sowie zwei kurze Spitzen am Kopf. Auf dem Rücken heben sich einige silbern oder golden schillernde Flecke ab. Kurz vor dem Schlüpfen der Falter schimmern die Flügelscheiden orange.

### Ähnliche Arten
Polygonia interrogationis ähnelt aufgrund der Zeichnung auf den Flügeloberseiten vielen Polygonia-Arten, insbesondere zählen dazu:
- Der C-Falter  (Polygonia c-album), der in Europa, Nordafrika und Asien heimisch ist und somit keine geographische Überlappung bildet.
- Polygonia faunus unterscheidet sich durch eine Reihe grüner Punkte auf den Hinterflügelunterseiten.
- Polygonia comma ist durch eine starke Marmorierung auf den Hinterflügelunterseiten zu unterscheiden.
- Polygonia satyrus zeigt eine mehr gelbbraune Färbung auf der Vorderflügeloberseite.

Polygonia interrogationis unterscheidet sich von den vorgenannten Arten außerdem durch das zweigeteilte C-Zeichen und die erhebliche Größe.

## Verbreitung und Lebensraum
Polygonia interrogationis kommt in den südöstlichen Provinzen Kanadas und im Osten und Südosten der USA vor. Die Verbreitung erstreckt sich bis nach Mexiko. Die Tiere bevorzugen offene Waldgebiete, Gärten und Parklandschaften.

## Lebensweise
Die Art bildet in der Regel zwei Generationen pro Jahr. Die Falter der ersten Generation fliegen von Juni bis Mitte August, diejenigen der zweiten erscheinen ab Ende August, überwintern als Falter und fliegen bis zum Mai des folgenden Jahres. In Ruhestellung sitzen sie gerne am Boden und klappen ihre Flügel aufrecht zusammen. Sie wirken dann wie ein verwelktes Blatt. Dadurch sind sie für Fressfeinde kaum zu erkennen. Die Falter besuchen nur selten Blüten. Stattdessen bevorzugen sie Wasserstellen, überreife Früchte und Dung zur Aufnahme von Nahrung und Mineralien. Die Raupen leben zumeist einzeln und ernähren sich von einer Vielzahl verschiedener Pflanzen, beispielsweise von Brennnesselgewächsen (Urticaceae), Ulmengewächsen (Ulmaceae) oder Maulbeergewächsen (Moraceae). 